# Arluno
Arluno is een gemeente in de Italiaanse metropolitane stad Milaan (regio Lombardije) en telt 10.424 inwoners (31-12-2004). De oppervlakte bedraagt 12,4 km², de bevolkingsdichtheid is 818 inwoners per km².
De volgende frazioni maken deel uit van de gemeente: Rogorotto.

## Demografie
Arluno telt ongeveer 4294 huishoudens. Het aantal inwoners steeg in de periode 1991-2001 met 10,1% volgens cijfers uit de tienjaarlijkse volkstellingen van ISTAT.
| Jaar | Inwoneraantal |
| ---- | ------------- |
| 1991 | 8917          |
| 2001 | 9815          |

## Geografie
De gemeente ligt op ongeveer 156 meter boven zeeniveau.
Arluno grenst aan de volgende gemeenten: Parabiago, Nerviano, Pogliano Milanese, Casorezzo, Vanzago, Ossona, Sedriano, Santo Stefano Ticino, Vittuone, Corbetta.